# Monument aux combattants serbes de 1912-1918 à Požarevac
Le monument aux combattants serbes de 1912-1918 à Požarevac (en serbe cyrillique : Споменик српским војницима 1912-1918 у Пожаревцу ; en serbe latin : Spomenik srpskim vojnicima 1912-1918 u Požarevcu) se trouve à Požarevac, dans le district Braničevo, en Serbie. Il est inscrit sur la liste des monuments culturels protégés de la République de Serbie (identifiant no SK 1706).

## Présentation
Le monument a été érigé en 1923 dans le quartier qui portait alors le nom de Gornja mala, à l'intersection des rues Kosovska, Deligradska et Svetosavska.
Il est constitué d'un haut piédestal au-dessus duquel se dresse la statue d'un soldat. Sur le socle carré se trouvent des plaques commémoratives en marbre noir portant les noms de 140 soldats morts au cours des Guerres balkaniques et de la Première Guerre mondiale.
La statue en pierre artificielle représente un soldat serbe en uniforme d'infanterie portant un long manteau, coiffé d'une šajkača de l'armée royale serbe et chaussé de chaussures traditionnelles serbes. Il se tient debout fermement avec les mains posées sur son fusil.
Le monument est entouré de quatre colonnes reliées entre elles par une chaîne et agrémentées d'une lanterne décorative.
L'ensemble a été complètement restauré en 2005 à l'initiative de l'Assemblée municipale de Požarevac et grâce à des travaux réalisés par l'Institut régional pour la protection du patrimoine de Smederevo.